# Hans Adam von Schöning

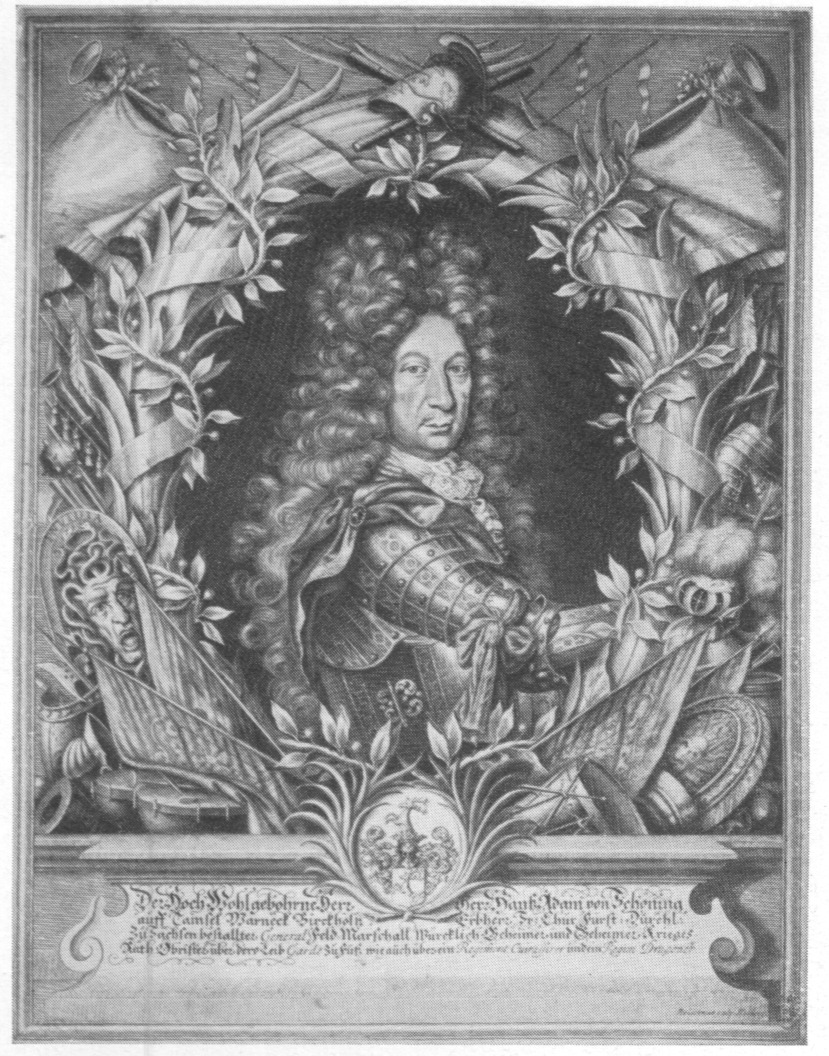
Hans Adam von Schöning, grabado en cobre por August Christian Fleischmann.

Hans Adam von Schöning (1 de octubre de 1641 - 28 de agosto de 1696) fue un Generalfeldmarschall en el servicio de Brandeburgo-Prusia y del Electorado de Sajonia.
Schöning nació en Tamsel, en las cercanías de Küstrin, en el Margraviato de Brandeburgo. Estaba bien conectado por matrimonio, siendo su tío el Mariscal de Campo 
Georg von Derfflinger y su hija estando casada con el Coronel Ludwig von Blumenthal, un sobrino del Mariscal de Campo von Dünewald y cuñado del General Carl Friedrich von Schlippenbach (1658-1753). Sus descendientes incluyen al Mariscal de Campo von Wrangel, su nieta Luise Eleonore Wreech (1708-1784), un sobrino —el historiador militar Kurd von Schöning— y el científico de cohetes, Wernher von Braun.
Von Schöning murió el 28 de agosto de 1696 en Dresde y fue enterrado en la capilla de Tamsel en Dąbroszyn. Hans Adam von Schöning era propietario de una finca en Brzoza.

## Familia
Los padres de Hans Adams eran Hans Adam (m. 1664), escudero de los Caballeros Hospitalarios, y Marianne (nacida en Schapelow). Contrajo matrimonio con Johanna Louise, de Pöllnitz, en 1668. Tuvo dos hijos, Boguslaus, Teniente Coronel del Electorado de Sajonia, y Johann (Hans) Ludwig de Tamsel, Chambelán y Teniente Coronel del Electorado de Sajonia.

## Carrera militar
Se distinguió en muchas campañas militares, incluyendo las guerras turcas, la Guerra de los Nueve Años contra Francia, y la guerra contra Suecia 1675-79 particularmente durante las conquistas de Stettin, Rügen y Stralsund y en la expulsión de Suecia de Prusia. Se hizo famosa su pelea con el General von Barfus, y fue finalmente arrestado por supuestamente conspirar por entregar Sajonia a los franceses.
En 1689 tomó parte en el exitoso sitio de Bonn.

## Palacio de Tamsel

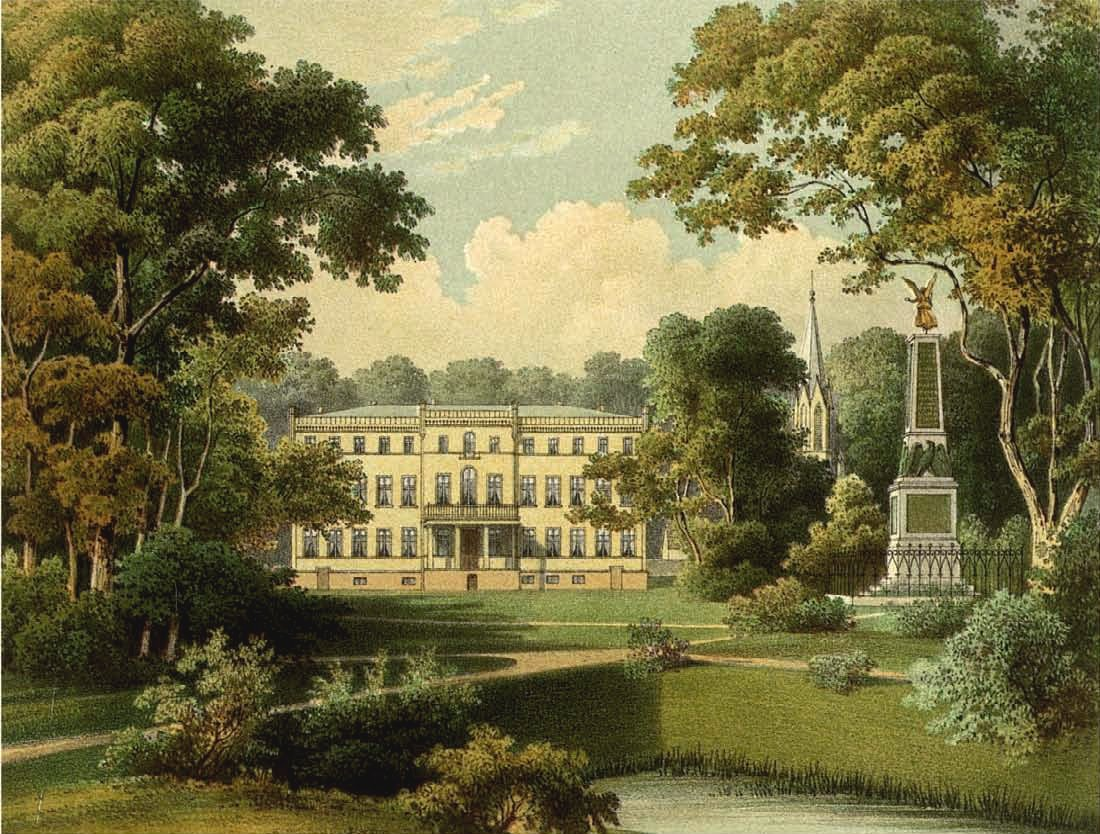
Schloss Tamsel, entre 1857 y 1883 (Colección de Alexander Duncker).

El Mariscal de Campo von Schöning en sus últimos años construyó un castillo en Tamsel, Brandeburgo (ahora Dabroszyn/Dąbroszynie, Polonia). Una iglesia neogótica en la finca contiene el mausoleo para las familias von Schöning, von Wreech y von Dönhoff.